# دهستان سراب سفلی
دهستان سراب پایین، از توابع بخش باباحیدر، شهرستان فارسان در استان چهارمحال و بختیاری است.مرکز این دهستان، روستای عیسی آباد می باشد.

## جمعیت
با توجه به اینکه این دهستان در تقسیمات جدید شهرستان فارسان ایجاد شده است آمار دقیقی از جمعیت آن در دسترس نیست.

## روستاهای دهستان
- فيل آباد
- عيسی آباد
- چشمه دره